# كيك جوري
كيك جوري (بالإنجليزية: Kick Gurry)‏ هو ممثل أسترالي، ولد في 25 مايو 1978 في أستراليا.

## أعمال

### أفلام
- (2014) حافة الغد[2][3]
- (2015) صعود جوبيتر[4][5][6]

## وصلات خارجية
- كيك جوري على موقع IMDb (الإنجليزية)
- كيك جوري على موقع تيرنر كلاسيك موفيز (الإنجليزية)
- كيك جوري على موقع قاعدة بيانات الفيلم (الإنجليزية)